# Щолконоговський
Щолконо́говський (рос. Щелконоговский) — селище у складі Тугулимського міського округу Свердловської області.
Населення — 79 осіб (2010, 116 у 2002).
Національний склад станом на 2002 рік: росіяни — 98 %.